# Jens Kristian Therkelsen
Jens Kristian Therkelsen (* 12. September 1966) ist ein grönländischer Politiker (Siumut).

## Leben
Jens Kristian Therkelsen stammt aus Ikerasak und war von 2008 bis 2021 Vorsitzender des grönländischen Dorfverbands KANUNUPE. Er kandidierte bei der Parlamentswahl in Grönland 2009 und erreichte den dritten Nachrückerplatz der Siumut. Von dort aus hätte er zeitweisen ins Inatsisartut einziehen können, ließ sich aber überspringen. Bei der Wahl 2013 erzielte er nur den zehnten Nachrückerplatz. Bei der Kommunalwahl 2013 konnte er hingegen in den Rat der Qaasuitsup Kommunia einziehen. Bei der Kommunalwahl 2017 erreichte er nur den zweiten Nachrückerplatz in der Avannaata Kommunia. Bei der Parlamentswahl 2018 trat er wieder an, verfehlte jedoch einen Parlamentssitz. Bei der Wahl 2021 erreichte er den sechsten Nachrückerplatz der Siumut und saß von April 2022 bis zum Ende der Legislaturperiode 2025 durchgehend im Inatsisartut. Bei der Kommunalwahl 2021 hatte er den ersten Nachrückerplatz erreicht und war einen Monat später in den Kommunalrat nachgerückt. Bei der Parlamentswahl 2025 trat er nicht erneut an.